# Seleção Italiana de Rugby League

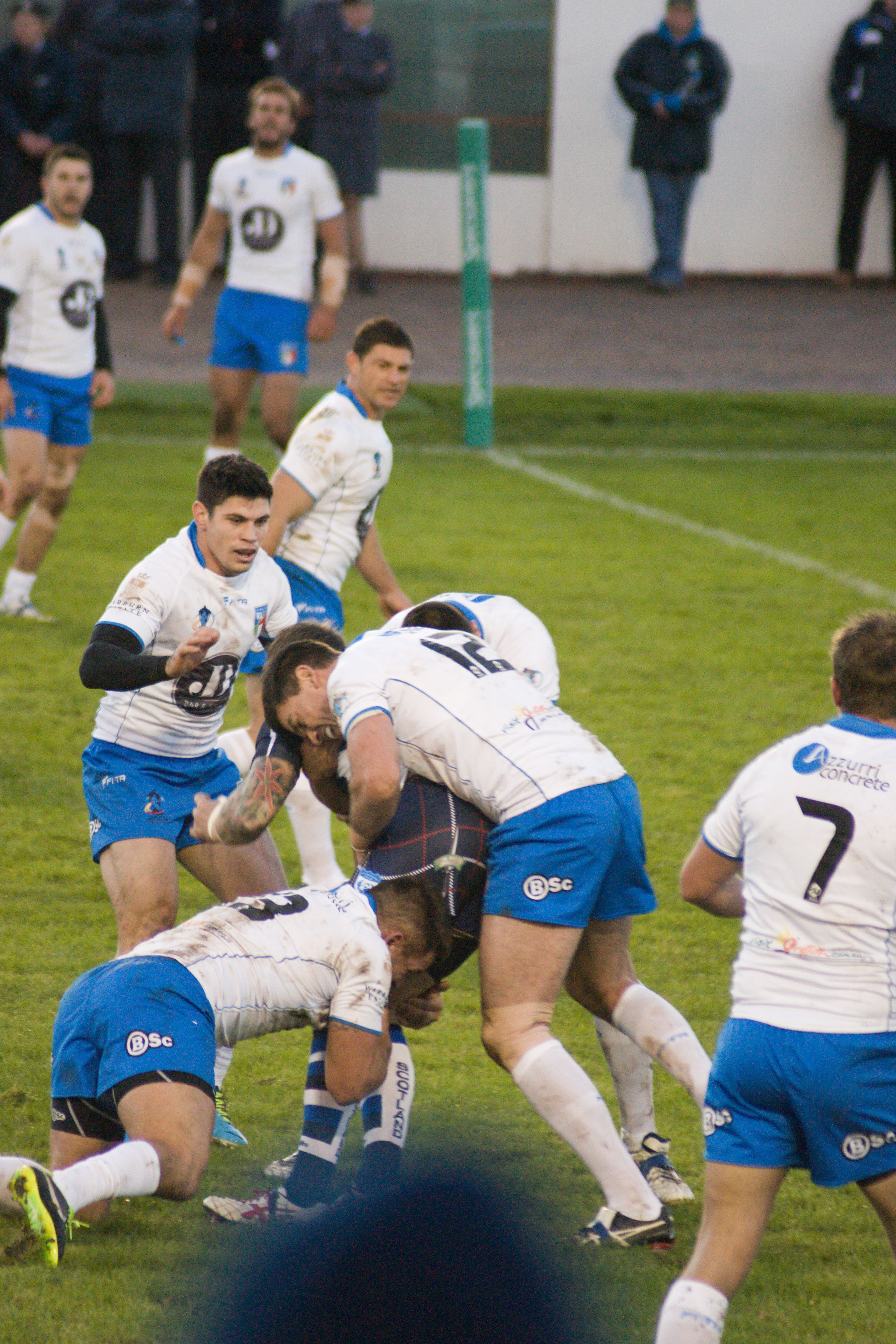
Azzurri na Copa do Mundo de Rugby League de 2013.

A Seleção Italiana de Rugby League é a equipe que representa a Itália no rugby league mundial. Seus jogadores são apelidados de Azzurri, assim como os da seleção de rugby union.
Na Itália, o league é um código de rugby menos popular que o rugby union, como na maior parte do mundo: apenas na Austrália, na Papua-Nova Guiné e no norte da Inglaterra ele é o código preferido em relação ao union.
Sua primeira classificação a uma Copa do Mundo de Rugby League, torneio existente desde 1954, só veio para a edição de 2013, com uma equipe formada praticamente só com jogadores australianos de origem italiana. Às vésperas da estreia, o elenco conseguiu uma surpreendente vitória em Salford sobre a Inglaterra, anfitriã do torneio. Nem mesmo a Seleção Italiana de Rugby Union conseguira antes vencer a congênera inglesa do outro código de rugby.
Atualmente, sua equipe contém nomes estrelados da National Rugby League, o campeonato australiano da modalidade e o mais forte do mundo. Muitos são australianos de origem italiana.